# Propithecus perrieri
Propithecus perrieri là một loài động vật có vú trong họ Indridae, bộ Linh trưởng. Loài này được Lavauden mô tả năm 1931.

## Hình ảnh

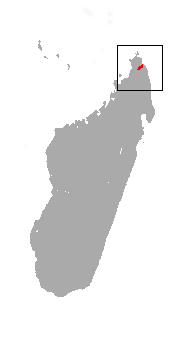